# Ein Fremder ruft an
Ein Fremder ruft an (Originaltitel Phone Call from a Stranger) ist ein US-amerikanisches Filmdrama aus dem Jahr 1952, bei dem Jean Negulesco Regie führte. Gary Merrill spielt David Trask, einen der wenigen Überlebenden eines Flugzeugabsturzes, der es nach einem Anruf auf sich nimmt, die Familien der Opfer Binkie Gay (Shelley Winters), Dr. Robert Fortness (Michael Rennie) und Eddie Hoke (Keenan Wynn) aufzusuchen. Der Film beruht auf einer Geschichte von Ida Alexa Ross Wylie.

## Handlung
Es regnet in Strömen. Der Rechtsanwalt David Trask betritt die Flughafenhalle und bucht einen Flug nach Los Angeles. Vom Flughafen aus ruft er seine Frau an; beide führen ein quälendes Gespräch. Jane Trask wollte ihren Mann wegen eines anderen Mannes verlassen, änderte dann jedoch ihre Meinung. David kann ihr nicht verzeihen. Obwohl Jane ihn eindringlich bittet, zu bleiben, geht er darauf nicht ein. Nach Beendigung des Gesprächs findet Jane auf ihrem Nachtschrank einen Brief ihres Mannes, in dem er ihr mitteilt, dass er die Geschehnisse einfach nicht aus seinem Kopf verdrängen könne.
Während Trask auf den Abflug wartet, lernt er weitere Passagiere des Fluges kennen: Binky Gay, eine hübsche blonde Sängerin, die eine Karriere am Broadway anstrebte, wie er später erfährt, Dr. Robert Fortness, einen in sich gekehrten, sympathischen Arzt, sowie Eddie Hoke, einen Handelsvertreter, der ständig witzelt und sich in den Vordergrund spielt. Er erzählt, was so alles schiefgehen könne auf einem Flug, und beunruhigt Binky Gay, die zum ersten Mal fliegt, damit sehr. David Trask und Binky Gay sitzen im Flugzeug nebeneinander. Als es startet, bittet Binky David, ihre Hand zu halten. Das anhaltend schlechte Wetter – es regnet weiter extrem stark und dann kommt auch noch ein Gewitter hinzu – lässt den Kapitän einen Zwischenstopp einlegen. Das Vierergespann findet sich in der Wartezeit wieder an einem Tisch zusammen. Man redet so über dies und das und tauscht bei dieser Gelegenheit auch gleich die Adressen und Telefonnummern aus. Zur Verwunderung der Notgemeinschaft zeigt Eddie Hoke ein Foto einer sehr hübschen jungen Frau in Badekleidung herum. Voller Stolz erzählt er den anderen, dass das seine Frau sei. Dr. Fortness vertraut David Trask in einem Gespräch unter vier Augen an, dass er auf dem Weg zum Staatsanwalt sei, um sich endlich seiner Schuld, die er schon vor vielen Jahren auf sich geladen habe, zu stellen. Damals habe er den Tod seines Freundes und zwei weiterer Männer verschuldet, weil er betrunken Auto gefahren sei. Er hatte seinerzeit behauptet, dass nicht er, sondern sein bei dem Unfall getöteter Freund am Steuer gesessen habe. Seine Frau hatte seine Aussage bestätigt, sodass keine Anklage erhoben wurde. Danach hatte Claire sich aber enttäuscht von ihm abgewandt. Er erzählt Trask auch die Vorgeschichte, die offenbart, warum Claires Verhalten ihm gegenüber sich von einem liebevoll zugewandten zu einem distanzierten gewandelt habe. Sie habe die Achtung vor ihm verloren. Er erwähnt auch seinen Sohn Jerry, dem seine ganze Liebe gehört.
Das Wetter hat sich endlich beruhigt und der Flug geht weiter. Binky Gay erzählt Trask, wie sehr sie sich freue, ihren Mann endlich wiederzusehen, und dass ihre Schwiegermutter Sally Carr, mit der sie sich so gar nicht verstehe, der Grund gewesen sei, dass sie nach New York gegangen sei. Die Sehnsucht nach ihrem Mann Mike sei aber so groß geworden, dass sie sich zur Rückkehr entschlossen habe.
Da passiert das Unfassbare: Das Flugzeug gerät in eine Wolkendecke, verliert den Kurs und stürzt ab. Die Zeitungen sind voll mit Unglücksmeldungen über das tragische Geschehen. David Trask kommt als Einziger der Vier mit dem Leben davon. Er schickt seiner Frau Jane ein Telegramm, dass er überlebt habe. Seine Gedanken aber gehören den drei Menschen, die er erst so kurz kannte. Dreimal ruft nun ein Fremder an. Als erstes ruft er Claire Fortness an und begibt sich dann zu einem persönlichen Gespräch zu ihr. Er erzählt ihr von der Begegnung mit ihrem Mann. Claire, um Haltung bemüht, reicht ihm daraufhin einen zusammengeknüllten Zettel, auf dem Jerry seine Mutter bittet, nicht nach ihm zu suchen, da er nicht zurückkommen und auch nicht gefunden werden wolle. Verzweiflung und Verwirrung sprechen aus seinen Worten. Auch Claire bricht nun weinend zusammen. Trask sucht nach dem Jungen und kann verhindern, dass er an Bord eines Schiffes anheuert, das Kurs auf Südamerika nimmt. Dankbar nimmt Claire Fortness ihr Kind in Empfang. Dann erzählt er Mutter und Sohn, dass Dr. Fortness unterwegs zum Staatsanwalt war, um sich zu stellen, und die Verantwortung für seine Tat endlich auf sich nehmen wollte.
Zurück in seinem Hotel, ruft Trask Binkys Angehörige an. Am Apparat ist Binkys Schwiegermutter Sally Carr, die ihm kalt und emotionslos mitteilt, dass ihr Sohn das Scheidungsverfahren eingeleitet habe, was er Binky auch geschrieben habe. David Trask begibt sich daraufhin zum Club der Carrs. Nach einem weiteren Gespräch mit Sally Carr kann er endlich mit Mike sprechen, der ihm versichert, dass er diesen Brief nur auf Drängen seiner Mutter geschrieben habe, und sich ein wenig getröstet dadurch zeigt, dass Binky den besagten Brief nicht mehr erhalten hat.
Als Letztes ruft David Trask Mrs. Hoke an, um seinen Besuch anzukündigen. Er ist sehr erstaunt, die auf dem Foto so schöne Frau hilflos im Bett vorzufinden. Marie Hoke ist gelähmt. Sie erzählt ihm, wie es dazu kam. Das Foto, das ihr Mann bei sich trug, ist fast zehn Jahre alt. Sie hatte Eddie geheiratet, weil ihr seine Art gefallen hatte, war seiner und seiner ewigen Späße aber schnell überdrüssig geworden und hatte ihren Mann wegen eines anderen Mannes verlassen. Als beide zusammen schwimmen waren, stieß Marie, nachdem sie nach einem Kopfsprung ins Wasser wieder auftauchen wollte, mit dem Kopf unter eine Holzplanke und zog sich irreversible Verletzungen zu, was sich aber erst viele Wochen später herausstellen sollte. Ihr Geliebter war zu schwach und egoistisch, um an der Seite einer behinderten Frau auszuharren, und verließ sie daraufhin. Für Eddie aber blieb sie immer die schöne junge Frau, die er liebte, und so nahm er sie wieder auf.
Tief berührt von den Geschichten, die David Trask gehört hat, ruft er seine Frau Jane an, um ihr zu sagen, dass er so schnell wie möglich nach Hause kommen werde. Man merkt beiden an, wie glücklich sie sind, sich wiedergefunden zu haben.

## Entstehung und Veröffentlichung
| Figur                       | Darsteller        | Deutscher Sprecher |
| --------------------------- | ----------------- | ------------------ |
| David Trask                 | Gary Merrill      | Heinz Engelmann    |
| Binky Gay                   | Shelley Winters   | Gisela Trowe       |
| Dr. Robert Fortness         | Michael Rennie    | Wilhelm Borchert   |
| Edmund Vincent „Eddie“ Hoke | Keenan Wynn       | Alfred Balthoff    |
| Sally Carr                  | Evelyn Varden     | Ursula Krieg       |
| Marty Nelson                | Warren Stevens    | Gerd Martienzen    |
| Mrs. Claire Fortness        | Beatrice Straight | Gudrun Genest      |
| Jerry Fortness              | Ted Donaldsen     | Horst Buchholz     |
| Mike Carr                   | Craig Stevens     | Malte Jaeger       |
| Mrs. Jane Trask             | Helen Westcott    | Margot Leonard     |
| Marie Hoke                  | Bette Davis       | Angela Salloker    |
| Stewardess                  | Sydney Perkins    |                    |
| Dr. Tim Brooks              | Hugh Beaumont     | Klaus Schwarzkopf  |
| Mrs. Fletcher               | Genevieve Bell    |                    |
| Mrs. Brooks                 | Perdita Chandler  | Christel Merian    |
| Dr. Luther Fletcher         | Harry Cheshire    | Robert Klupp       |
| Pilot                       | George Nader      | Rolf Hierl         |
| Co-Pilot                    | Bill Neff         | Eckart Dux         |
| Flughafenangestellter       | Jack Narz         | Herbert Stass      |
| Dr. Fernwood                | Tom Powers        | Fritz Tillmann     |
| Krankenhaus-Arzt            | George Eldredge   | Hans Wiegner       |
| Mr. Swyer                   | Thomas E. Jackson | Walter Werner      |
| Thompson, Staatsanwalt      | Freeman Lusk      | Ernst Konstantin   |
| Ticket-Verkäufer            | John Hedloe       | Harald Juhnke      |
| Oberkellner                 | Nestor Paiva      |                    |
| Kellner                     | Robert Williams   |                    |

Gary Merrill, der in diesem episodischen Drama die Hauptrolle spielt, war seit Juli 1950 mit Bette Davis verheiratet. Auch seinetwegen übernahm Bette Davis in diesem Film die kleine Rolle der Marie Hoke, einer bettlägerigen Invalidin, die von David Trask (Merrill) besucht wird. Es war die kleinste Rolle, die Bette Davis seit Beginn ihrer Schauspielkarriere jemals gespielt hatte. Damit nahm sie die später akzeptierte Tradition vorweg, dass etablierte Stars sogenannte Cameo-Auftritte übernehmen: Nebenrollen, die eine Gelegenheit bieten, ein oder zwei Szenen zu beherrschen.
Für die Rolle der Binky Gay wollte der Produzent und Drehbuchautor Nunnally Johnson eigentlich Lauren Bacall, die jedoch nicht zur Verfügung stand. Keenan Wynn wurde für die Produktion von MGM ausgeliehen und Shelley Winters von Universal. Beatrice Straight gab ihr Leinwanddebüt in diesem Film.
Gedreht wurde vom 20. August bis Mitte September 1951 in den 20th Century Fox Studios in Los Angeles, USA. Die Bauten stammen von Lyle Wheeler, die Ausstattung von Thomas K. Little. Für die Kostümentwürfe zeichneten Charles Le Maire (auch Garderobe) und Elois Jenssen verantwortlich. Die Instrumentation des Films oblag Leonid Raab und Bernard Mayers. Verantwortlicher Maskenbildner war Ben Nye. Für die Spezialeffekte sorgte Ray Kellogg; Eugene Grossmann und Roger Heman senior waren für den Ton zuständig.
Der Film wurde am 1. Februar 1952 in den USA uraufgeführt. In der Bundesrepublik Deutschland startete er am 22. Dezember 1952. In Österreich lief er im April 1953 an. Die ARD zeigte den Film am 27. Juli 1971 erstmals im Deutschen Fernsehen.
Bisher gibt es diesen Film nur in der englischen Originalfassung auf DVD: Cinema Classics Collection: Phone Call from a Stranger.

## Rezeption

### Kritik
Die Jury der Evangelischen Filmarbeit würdigte den Film im Februar 1953 als „Film des Monats“ und begründete das folgendermaßen: „Wieder, wie in einer Reihe anderer ausländischer Filme der letzten Zeit, geht es um die aktuelle Frage nach Schuld und Vergebung in der Ehe. Dabei gelingt es dem ungewöhnlich ernsthaften und lebensnahen Drehbuche, den Zuschauer in seiner Sprache anzureden und ihn zur Nachdenklichkeit und Selbstkritik zu veranlassen. Von bedeutenden darstellerischen Leistungen getragen, vermag der Film zu einer Hilfe in Lebensnöten zu werden und zugleich auf seine Weise das Verständnis der christlichen Verkündigung vorzubereiten.“
Bosley Crowther befand seinerzeit in der New York Times, dass die Handlung so glatt und effizient gestaltet sei, dass sie mit der Präzision eines Uhrwerks ablaufe, was sehr bald den Eindruck von Mechanismus erwecke, und bestimmt sei durch die Phantasie eines Geschichtenerzählers, mit dem tatsächlichen Leben aber wenig gemein habe.
Dennis Schwartz fasste seine Kritik folgendermaßen zusammen: Dies sei ein belangsloses, eher anstrengendes Drama mit einer fragwürdigen Ethik, dessen Geschichte um einen Flugzeugabsturz niemals mehr als einfach nur langweilig sei.
Derek Winnert hingegen war der Meinung, der Film unter der Leitung von Jean Negulesco habe eine gute Besetzung und zeichne sich weder durch Johnsons merkwürdiges Drehbuch noch durch Negulescos zögernde Regie aus, sondern durch das starke Spiel von Winters, Wynn und natürlich insbesondere Davis. Die Werbung für den Film habe zwar ein wenig hoch gegriffen mit ‚fünf großartige Stars in einem Meisterwerk kühner und inniger Emotionen‘, aber das sei ein statthafter Versuch, denn es seien sicherlich ein paar großartige Stars und einige innige Emotionen zu sehen.

„Der einzige Überlebende eines Flugzeugunglücks besucht die Angehörigen der Toten und kommt über die Konfrontation mit fremden Schicksalen zu Erkenntnissen über die eigene Situation, die ihm helfen, seine Ehe zu retten. Der kunstvoll in Rückblenden erzählte Episodenfilm fesselt durch intensive Darstellung und humane Gesinnung.“

„Filmisch bietet dieser Streifen nichts besonderes, doch ist er wegen seines wertvollen ethischen Gehalts hervorzuheben.“

„Top-besetzt, mitunter etwas rührselig.“

### Auszeichnungen
Auf den Filmfestspielen von Venedig wurde der Film 1952 mit einem Preis für das beste Drehbuch ausgezeichnet. Jean Negulesco war für den Goldenen Löwen nominiert.